# Cercoux
Cercoux ist eine südwestfranzösische Gemeinde mit 1.289 Einwohnern (Stand: 1. Januar 2022) im Département Charente-Maritime in der Region Nouvelle-Aquitaine. Die Gemeinde gehört zum Arrondissement Jonzac und zum Kanton Les Trois Monts. Die Einwohner werden Cercouziens genannt.

## Lage
Cercoux liegt im Süden der Saintonge etwa 45 Kilometer nordöstlich von Bordeaux. Umgeben wird Cercoux von den Nachbargemeinden Clérac im Norden, Saint-Pierre-du-Palais im Nordosten, La Clotte im Osten, Lagorce im Südosten und Süden, Maransin im Süden sowie Lapouyade im Südwesten und Westen.

## Bevölkerungsentwicklung
| Jahr                       | 1962 | 1968 | 1975 | 1982 | 1990 | 1999 | 2008 | 2019 |
| Einwohner                  | 1363 | 1226 | 1103 | 1204 | 1101 | 1065 | 1129 | 1235 |
| Quellen: Cassini und INSEE |      |      |      |      |      |      |      |      |

## Sehenswürdigkeiten
- Kirche Saint-Saturnin (siehe auch: Liste der Monuments historiques in Cercoux)

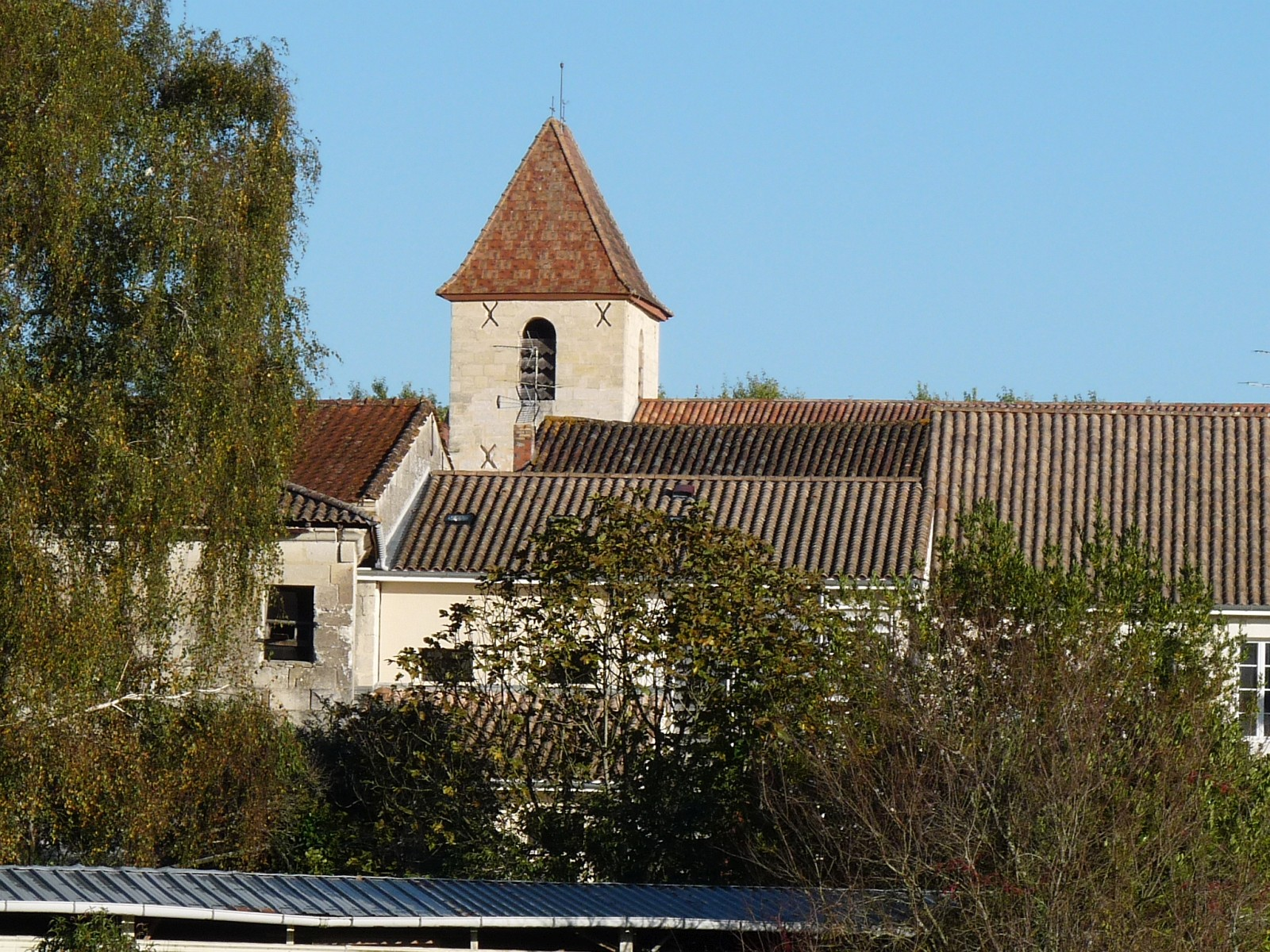
Kirche Saint-Saturnin

- Waschhaus aus dem 19. Jahrhundert